# 130 Mood : TRBL
『130 Mood : TRBL』 (130・ムード：トラブル） は、2016年3月25日発売のDEANの1枚目のEP作品。

## 解説
DEAN初のEP作品であるが、リリースしたシングル作品のうち全編英語詞である『I'm Not Sorry』と『Put My Hands On You』は未収録。

## チャート成績
韓国のガオンチャートでは1週間で2,120枚を売り上げ10位を記録、アメリカではビルボードチャートのワールドアルバム部門で3位、iTunesチャートK-POP部門で1位を記録した。
2016年11月までに、このアルバムは韓国国内のみで合計で12,618枚を売り上げている。

## 収録曲
1. 「And You? (Outro) (어때?)」 – 2:13
2. 「Pour Up (풀어) (feat. Zico)」 – 3:31
3. 「Bonnie & Clyde」 - 3:44
4. 「what2do (feat. Crush & Jeff Bernat)」 - 3:43
5. 「D (half moon) (feat. Gaeko)」 - 3:49
6. 「I Love It (feat. Dok2)」 - 3:36
7. 「21」 - 3:26

## 発売日
| 国     | 日付          | 形態                                 | レーベル          |
| ------ | ------------- | ------------------------------------ | ----------------- |
| 全世界 | 2016年3月25日 | デジタルダウンロード、ストリーミング | Joomba、Universal |
| 韓国   | 2016年3月25日 | CD                                   | Joomba、Universal |
| 日本   | 2016年4月4日  | CD（輸入盤）                         | Joomba、Universal |